# Herman’s Hermits
Herman’s Hermits – brytyjski zespół rockowy założony w Manchesterze w roku 1963.

## Skład
- Keith Hopwood – gitara, śpiew
- Karl Green – bas, śpiew
- Derek Leckenby – gitara, śpiew
- Barry Whitwam – perkusja
- Peter Noone – śpiew

## Dyskografia
- I'm Into Something Good (Sierpień 1964)
- Show Me Girl (Listopad 1964)
- Can’t You Hear My Heartbeat (Styczeń 1965)
- Silhouettes (Luty 1965)
- Mrs. Brown, You've Got a Lovely Daughter (Kwiecień 1965)
- Wonderful World (Kwiecień 1965)
- I'm Henry the Eighth, I Am (Lipiec 1965)
- Just A Little Bit Better (Październik 1965)
- A Must To Avoid (Grudzień 1965)
- Listen People (Luty 1966)
- You Won’t Be Leaving (Marzec 1966)
- Leaning On A Lamp Post (Kwiecień 1966)
- This Door Swings Both Ways (Czerwiec 1966)
- Dandy (Wrzesień 1966)
- No Milk Today (Wrzesień 1966)
- East West (Grudzień 1966)
- There’s A Kind Of Hush (Luty 1967)
- Don’t Go Out Into The Rain (Czerwiec 1967)
- I Can’t Take Or Leave Your Loving (Styczeń 1968)
- Sleepy Joe (Maj 1968)
- Sunshine Girl (Lipiec 1968)
- Something’s Happening (Grudzień 1968)
- My Sentimental Friend (Kwiecień 1969)
- Here Comes The Star (Listopad 1969)
- Years May Come, Years May Go (Luty 1970)
- Bet Yer Life I Do (Maj 1970)
- Lady Barbara (Listopad 1970)

## Albumy
- Introducing Herman’s Hermits (1965)
- Their Second Album! Herman’s Hermits On Tour (1965)
- Herman’s Hermits (1965)
- British Go Go (1965)
- Hold On! (1966)
- Both Sides of Herman’s Hermits (1966)
- Again (1966)
- Lucky 13 (1966)
- There's a Kind of Hush All Over the World (1967)
- Blaze (1967)
- X15 (1967)
- No Milk Today (1996)
- Greatest Hits (1997)
- I'm Into Something Good (1997)
- Greatest Hits Live (2000)
- Mrs. Brown, You've Got a Lovely Daughter (2001)

## Filmografia
- Pop Gear (1965)
- When the Boys Meet the Girls (1965)
- Hold On! (1966)
- Mrs. Brown, You've Got a Lovely Daughter (1968)